# شهرک (قزوین)
شهرک (قزوین)، روستایی از توابع بخش رودبارالموت شهرستان قزوین در استان قزوین ایران است.

## جمعیت
این روستا در دهستان الموت بالا قرار دارد و براساس سرشماری مرکز آمار ایران در سال ۱۳۸۵، جمعیت آن ۲۰۴ نفر (۵۵خانوار) بوده‌است.

## زبان
زبان مادری اهالی شهرک تاتی است که زبان بومی منطقه تاریخی الموت می‌باشد.